# Werner von der Ohe (Soziologe)
Werner Dietrich von der Ohe (* 18. Oktober 1945 in Reichenstein in Schlesien; † 10. Februar 2003 in Nairobi, Kenia) war ein deutscher Soziologe und Hochschullehrer.

## Leben
Von der Ohe studierte, promovierte zur Dr. rer. pol. und habilitierte sich. 1991 wurde er zum außerplanmäßigen Professor am soziologischen Institut der Ludwig-Maximilians-Universität München berufen.
Von der Ohe starb durch einen Raubüberfall vor seinem Haus in Nairobi, Kenia, wo er seit 1994 im Auftrag der Gesellschaft für Technische Zusammenarbeit Entwicklungshilfe als Berater im Landwirtschaftsministerium leistete.
Von der Ohe war verheiratet und hatte einen Sohn.

## Schriften
- Macht, Abhängigkeit, Interdependenz: eine Analyse der aggregatebenenabhängigen Bedeutung dieser Begriffe, Berlin: Internat. Inst. of Management, Wissenschaftszentrum Berlin 1977
- Serendipity, einige Feststellungsbedingungen von Innovationen in wissenschaftssoziologischer Sicht, Berlin: Internat. Inst. of Management, Wissenschaftszentrum Berlin 1977
- mit Wolfgang Fritscher (Hrsg.): Münchner Beiträge zur Entwicklungssoziologie, München: Sozialforschungsinstitut 1983, ISBN 3-922503-10-1
- als Herausgeber: Kulturanthropologie: Beiträge zum Neubeginn einer Disziplin; Festgabe für Emerich K. Francis zum 80. Geburtstag, Berlin: Duncker und Humblot 1987, ISBN 3-428-06139-X
- mit John A. McCarthy (Hrsg.): Zensur und Kultur: zwischen Weimarer Klassik und Weimarer Republik; mit einem Ausblick bis heute = Censorship and culture, Tübingen: Niemeyer 1995, ISBN 3-484-35051-2